# Château de la Palud-sur-Verdon
Château de la Palud-sur-Verdon je zámek v obci La Palud-sur-Verdon ve francouzském departementu Alpes-de-Haute-Provence v regionu Provence-Alpes-Côte d'Azur. Zámek je od 13. září 1988 zapsán na seznamu historických památek Francie. 

## Historie
Na místě nynějšího zámku byl postaven v průběhu 14. století hrad, který během následujících staletí prošel několika úpravami. Tento první hrad přešel počátkem 16. století do vlastnictví rodu Demandolxů. Dnešní podoba zámku je nicméně v podstatě výsledkem rozsáhlých stavebních úprav a rozšíření, které byly provedeny mezi rokem 1744 a Francouzskou revolucí.
Hrad zkonfiskovaný během revoluce byl rozdělen a poté prodán obyvatelům La Palud. V pozemkové knize z roku 1835 je rozdělen mezi 18 majitelů. Po prodeji byla v jihovýchodním rohu zřízena hrnčířská dílna, která byla činná až do roku 1927. Z této doby pravděpodobně pochází i stavba schodiště na jižním konci západního průčelí. V roce 1984 koupila zámek obec a od té doby do roku 2010 zde byla provedena řada významných restaurátorských a opravných prací. 
Severní fasáda pochází ze 17. století (sloupová okna) a v 18. století byla začleněna do přístavby. V současnosti má zámek tři podlaží a sídlí v něm radnice a také muzeum Gorges du Verdon. Toto ekomuzeum přibližuje zejména řeku Verdon od pramene k přehradě Lac de Sainte-Croix, místní flóru a faunu, historii města a jeho obyvatel od pravěku až po současnost. 

## Galerie

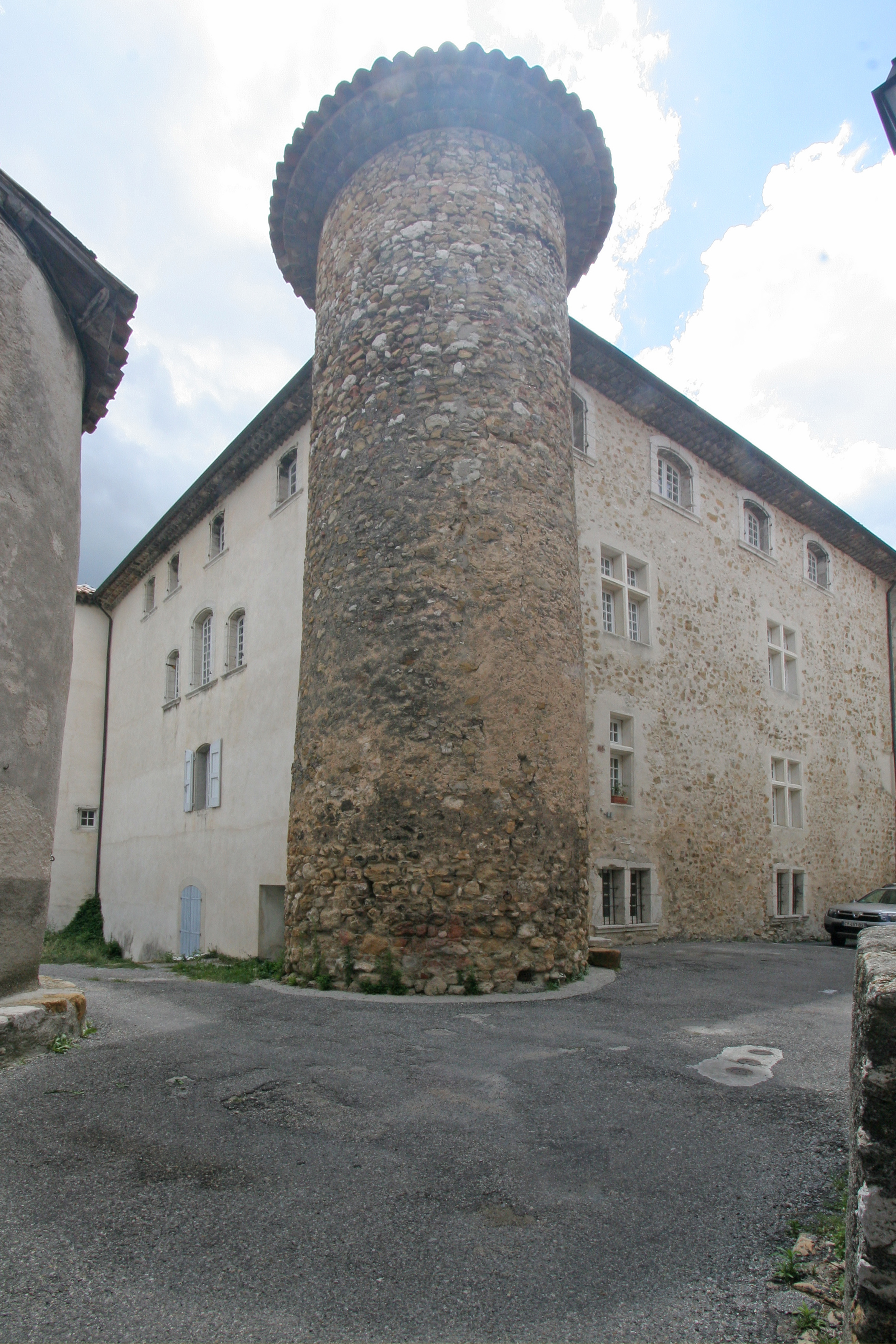
zámek Château de la Palud-sur-Verdon
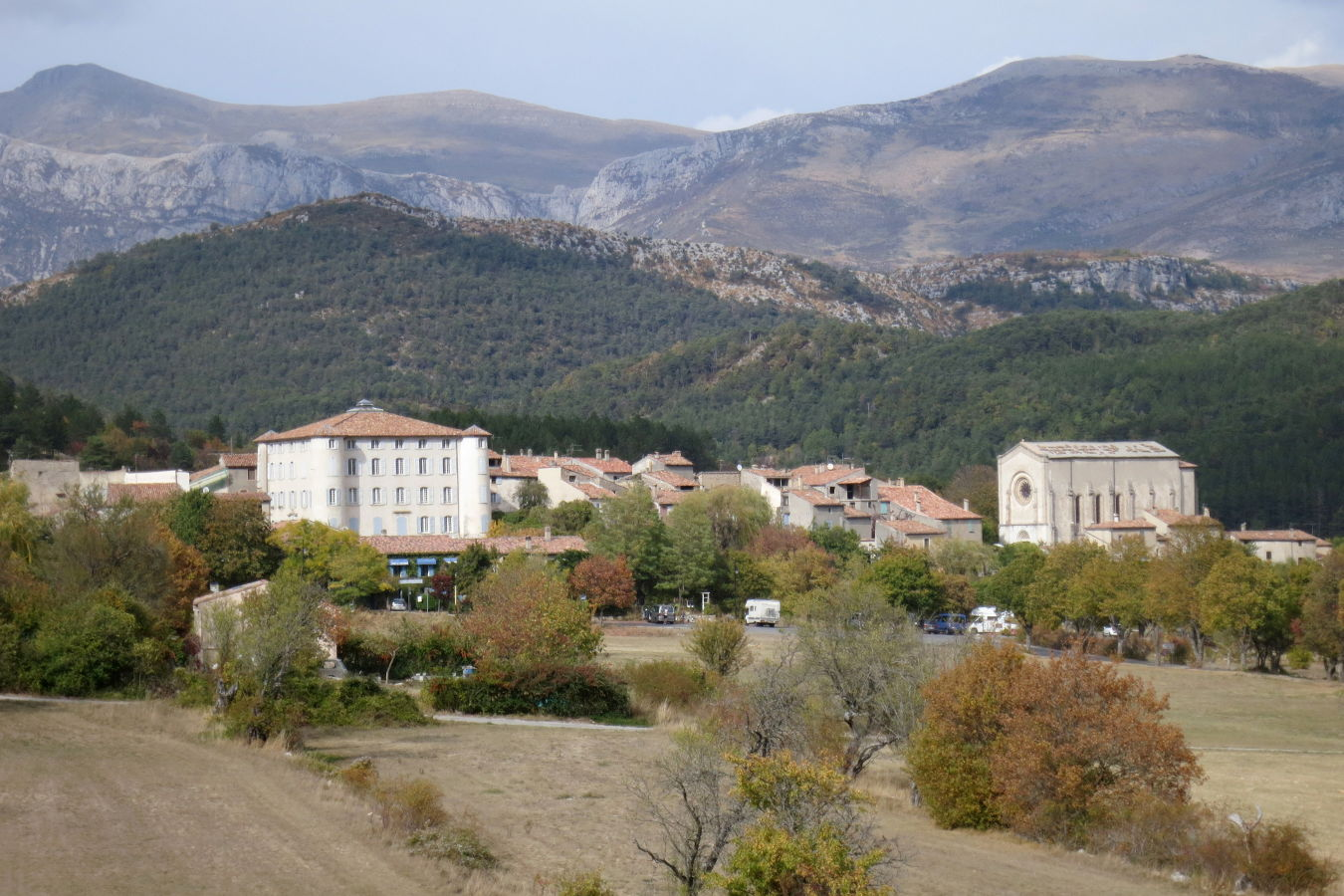
pohled na obec se zámkem